# Reparti comunisti d'attacco
I Reparti Comunisti d'Attacco sono stati un gruppo armato di estrema sinistra che si forma nel 1978 in Lombardia ad opera di alcuni fuoriusciti dalle Formazioni Comuniste Combattenti. I suoi membri sono per lo più di estrazione operaia ed i suoi leader vengono considerati Antonio Marocco (responsabile in seguito della Rapina al Banco di Napoli di Torino) e Daniele Bonato. Oggetto della loro lotta è il sistema carcerario italiano col ferimento del medico Mario Marchetti del carcere di San Vittore. Loro azioni sono anche il ferimento del dirigente d'impresa Mario Miraglia e l'irruzione nella sede di Radio Torino Internazionale (da cui fondatori sorgerà Tele Torino International). L'organizzazione opera anche con i nomi  Squadre Comuniste dell'Esercito Proletario, o semplicemente  Reparti Comunisti, senza mai provocare vittime.
Dopo il 1980 il gruppo cessa di esistere.
I Reparti Comunisti d'Attacco hanno operato solo in Lombardia e in Piemonte e per la loro attività sono state inquisite 24 persone. Una di queste, Dario Bertagna, nel 1988 si suiciderà in carcere dove stava espiando una condanna di 16 anni.